# Экологический регион
Экологи́ческий регио́н, или экорегио́н — применяющаяся в эколого-географической литературе ландшафтная единица. Представляет собой относительно крупный участок суши или акватории, отличающийся относительно однородным биотическим сообществом. Экологические регионы выделяются с учётом существующих биогеографических единиц, в частности биомов и, как следствие, обладают характерным сочетанием биотических сообществ и видов.
Применяются при планировании природоохранной деятельности, изучении, мониторинге и охране экосистем Всемирным Фондом дикой природы и природоохранными органами США, Канады и Мексики.

## Определения
|  |  |

По определению Всемирного фонда дикой природы
Экологический регион — это крупная территория или акватория, представляющая собой характерное сочетание природных  сообществ, объединённых общностью биотического населения и экологических процессов, находящихся в сходных географических условиях и тесно связанных между собой.

По определению Джима Омерника (англ. Jim Omernik), 
Экорегион — область в границах которой наблюдается сходство географических явлений и компонентов ландшафта (географических условий, растительности, климата, гидрологических условий, животного мира, почв) и антропогенного воздействия, связанных с различием в качестве, состоянии и целостности экосистем.

## Классификации экорегионов
По классификации Всемирного фонда дикой природы, на территории Земли выделяются 8 крупных экологических зон или 14 биомов, которые в свою очередь подразделяются на экорегионы. Экологические регионы занимают относительно крупные территории и акватории. Всего на суше выделяют 867 экорегионов. Экорегионы выделяются на основе зоо- и ботанико-географических признаков (что делает их сходными с биомами), но кроме того учитывают естественные географические границы, такие как границы континентов и горные хребты. Видовой состав животного мира и сочетание экосистем в пределах разных экорегионов имеют выраженные отличия.

### Классификация Омерника
Омерником с соавторами для нужд национального природоохранного агентства США была разработана классификация экорегионов. Эта классификация была взята за основу при совместной разработке США, Канадой и Мексикой (при содействии Commission for Environmental Cooperation) карт экологических регионов Северной Америки.
Система Омерника включает 4 уровня экологических регионов, образующих иерархическую систему. На территории Северной Америки выделяют 15 крупных экологических регионов (экорегионы 1 уровня), которые, в свою очередь, подразделяются на экорегионы 2 уровня и так далее.
1. англ. Arctic Cordillera
2. англ. Tundra
3. англ. Taiga
4. англ. Hudson Plain
5. англ. Nothern forests
6. англ. Northwestern forested mountains
7. англ. Marine west coast forests
8. англ. Eastern Temperate forests
9. англ. Great Plains
10. англ. North American Deserts
11. англ. Mediaterranean California
12. англ. Southern semi-arid highlands
13. англ. Temperate Sierras
14. англ. Tropical Dry forests
15. англ. Tropical wet forests

### Классификация Бейли
По заказу Лесной службы англ. USDA FS при Министерстве сельского хозяйства США под руководством Роберта Бейли (англ. Robert G. Bailey) была разработана иерархическая система экорегионов Северной Америки. На верхнем уровне иерархии находится область (англ. Ecosystem Domain). Континентальная часть США делится на засушливую область, влажную умеренную и влажную тропическую.

## Значение
Согласно принципам системного подхода, установившегося в экологии, совокупность взаимосвязанных экосистем образует единое целое, не сводимое к сумме составляющих его частей[уточнить].
Всемирный Фонд Дикой природы опубликовал список 200 наиболее ценных с точки зрения их озраны экорегионов, известный как «Global 200».
Некоторые радикальные экологические движения выступают за использование экорегионов в качестве основной территориальной единицы организации общества и управления им.

## Пресноводные экорегионы
Пресноводные экорегионы — это крупные акватории, охватывающие одну или несколько пресноводных экосистем, которые обладают выраженным набором пресноводных биотических сообществ и видов. Видовой состав, динамика и экологические условия в пределах экорегиона имеют больше сходства между собой, чем с соседними экорегионами и вместе образуют единую природоохранную территориальную единицу. Примерами пресноводных систем могут служить реки, временные водные потоки, озёра и болота.
Практически вся суша поделена на 426 пресноводных регионов, которые объединяются в группы — типы местобитаний.
Специалисты Всемирного фонда дикой природы выделяют 12 основных типов пресноводных местообитаний. Они объединяют экологические регионы со сходными биологическими, химическими и физическими характеристиками и могут рассматриваться как аналоги биомов суши.
1. Крупные озёра (англ. Large lakes )
2. Дельты крупнейших рек (англ. large river deltas )
3. Полярные пресноводные системы (англ. polar freshwaters )
4. Горные пресноводные системы (англ. montane freshwaters )
5. Прибрежные реки умеренного пояса (англ. temperate coastal rivers )
6. Пойменные реки и водно-болотые угодья умеренного пояса (англ.  temperate floodplain rivers and wetlands)
7. Горные реки умеренного пояса (англ.  temperate upland rivers)
8. Пересыхающие пресные воды и бассейны с преимущественно дождевым питанием (англ. xeric freshwaters and endorheic basins )
9. Океанических островов (англ. oceanic islands )
10. Тропические и субтропические прибрежные реки (англ. tropical and subtropical coastal rivers )
11. Тропические и субтропические пойменные реки и водно-болотные угодья (англ. tropical and subtropical floodplain rivers and wetlands )
12. Тропические и субтропические горные реки (англ. tropical and subtropical upland rivers )